# 245 (число)
245 (Дві́сті со́рок п'ять) — натуральне число між 244 та 246.
- 245 день в році — 2 вересня (у високосний рік 1 вересня).

## В інших галузях
- 245 рік, 245 до н. е.
- В Юнікоді 00F516 — код для символу «o» (Latin Small Letter O With Tilde).